# Llŷr
In de Mabinogion is Llŷr de vader van Bran, Branwen en Manawyddan (bij Penarddun, 'schoonste'). De Welshe triaden vermelden dat hij gevangen werd genomen door Eurosswydd. De tweede tak van de Mabinogion noemt deze Eurosswyd als vader van Penardduns jongere zoons, Nisien and Efnisien.
Llŷr wordt vaak gelijkgesteld aan de zeegod Lir in de Ierse mythologie. Leir, de mythische Britse koning die model stond voor William Shakespeares King Lear, is mogelijk gebaseerd op Llŷr.

Abnoba · 
Ancamna ·
Andarta ·
Andraste ·
Anu ·
Artio · 
Arduinna · 
Arvernorix · 
Aufaniae · 
Ategnissa · 
Aveta · 
Badb ·
Banba ·
Belenos ·
Belisama · 
Bormo · 
Branwen ·
Breg ·
Bres ·
Breogán ·
Brigantia · 
Bussurigios · 
Cailleach ·
Camulos ·
Caturix · 
Cernunnos ·
Cicollos · 
Cissonius · 
Cú Chulainn ·
Dagda ·
Danu ·
Domnu ·
Epona ·
Ériu ·
Esus ·
Fand ·
Fódla ·
Gontia · 
Grannus · 
Gwendolyn ·
Herecura · 
Icovellauna · 
Intarabis · 
Inciona ·
Iouga ·
Lí Ban ·
Litavis · 
Llŷr ·
Loucetius · 
Lugh ·
Lugos · 
Luxovius ·
Macha ·
Marrigu ·
Matres ·
Mogons · 
Mogontia · 
Morrigan ·
Nemain ·
Nemetona · 
Ogma ·
Ogmios · 
Poeninus · 
Ritona · 
Rhenus · 
Rosmerta · 
Seela ·
Sequana ·
Sídhe ·
Suleviae ·
Taranis · 
Toutiorix · 
Teutanus · 
Teutates ·
Tuatha Dé Danann ·
Vassocaletis · 
Vellaunus ·
Vosegus · 
Xulsigiae
Annwfyn · Arawn · Arthur · Arianrhod · Bran · Branwen · Culhwch · Dôn · Efnisien · Gereint · Llŷr · Macsen Wledic · Manawyddan · Matholwch · Pwyll · Rhiannon